# 李冠丰
李冠丰（1996年4月25日—），原名李天一，北京人，歌唱家李双江和梦鸽的儿子。因“李天一打人事件”（2011年）和“李冠丰性侵案”（2013年）而知名。虽然该案件涉及未成年人，涉及個人隱私，审理不公开进行，但是李天一的名字迅速红于各大报章。

## 生平
1996年4月25日，李冠丰出生在北京市。早年他曾陆续在北京海淀区中关村第三小学、中国人民大学附属中学（未毕业）、美国沙特克圣玛丽学院冰球学校读书。
4岁时，开始学习钢琴，师从中央音乐学院钢琴教授韩剑明，5岁时，成为中华人民共和国申奥大使。8岁时，开始学习书法，师从清华大学教授方志文，10岁时，加入中国少年冰球队。
2011年9月，因无证驾驶宝马车并打人，被收容教养1年，2012年9月获释，之后疑改名为李冠丰。
2013年3月，李某某因涉嫌强奸罪被检察机关批准逮捕，同年9月26日被北京市海淀区法院以强奸罪判处有期徒刑10年。成年后已转入河北唐山某劳改农场服刑。
2023年2月22日，李冠豐刑满释放。

## 犯罪记录
多家媒体报道：2011年1月至9月，李天一驾驶改装宝马车9个月违法32次，且全部未受到法律惩罚。
2011年9月6日晚，在海淀某小区门口，一对业主夫妻在开车拐入南门时，遭一辆无照宝马和一辆奥迪司机殴打，并大喊“谁敢打110”。警方称：“经核实，宝马司机年龄15岁，无驾照，系李双江之子李天一”。李双江8日下午赴医院看望伤者并含泪道歉。伤者坚决拒绝私了，李天一因无证驾驶宝马车并打人，被收容教养1年，2012年9月19日解除收容教养，之后疑改名为李冠丰。
2013年2月21日晚，李冠丰被指因涉及一宗轮奸案，被北京市公安局海淀分局刑事拘留。
2013年3月7日，央視新闻中心官方微博证实李天一因涉嫌强奸罪，已被检察机关批准逮捕。3月8日，新华网记者从北京市检方获悉：“李双江之子李某等人因涉嫌轮奸已被批捕，李某确定为未成年人”。

## 審判
2013年8月28日上午9时30分，李冠豐等人涉嫌强奸罪在北京市海淀区人民法院第17法庭正式开庭审理。法院稱，李某為「未成年人」，並且該庭審涉及個人隱私，将进行不公开审理。
2013年9月26日上午，北京市海淀区法院一审以强奸罪判处被告人李某某有期徒刑10年。2013年11月27日上午，北京市第一中级人民法院二审驳回上诉人李某某的上诉，维持原判。

## 争议
据媒体报道称李冠丰在美国沙特克圣玛丽高中读书时，曾经因为不遵守校规被开除。他和美国学生打架，把别人的蛋白粉换成洗衣粉，并且放言：“你敢到中国来，我就捏死你，你知道我爸是谁吗？”
据报道有李冠丰的同学透露：李冠丰在中关村第三小学读书时，曾将一名二年级小学生推下楼，此事后来“秘密解决，不了了之”；李冠丰也曾抢同学的游戏机，但是老师反而批评受害同学。
2011年9月，网友爆料李冠丰率人强奸其家庭教师、新航道英语教师李景华，后李冠丰母亲梦鸽出面给其班级各科目老师打电话拉关系压下，此事不了了之。对此新航道国际教育集团总裁兼校长胡敏在其认证博客中发表声明：“近日，媒体在报道李双江之子涉案问题时将我校李景华老师牵扯进去。作为新航道英语学校的法人代表，我和新航道的全体教职员工，对有人无端编造谎言损毁新航道工作人员形象的无聊之举表示十分愤慨。”

### 年龄
刑法专家张蕴章认为，假若李冠丰年龄是17岁，他将受到最高刑罚处罚是10年有期徒刑；假若李冠丰是成年人，最低的刑法处罚是10年有期徒刑，情节严重可以判处无期徒刑或者死刑。
对于李冠丰的年龄，有网友在微博上提出质疑，因为2006年李双江、梦鸽、李冠丰参加鲁豫《鲁豫有约》时说当时是14岁，2013年必然已经19岁。不过也有网友指出该期鲁豫《鲁豫有约》的播出时间是2011年，因此质疑并不成立。
同样，在中国大陆发行的杂志《妇女生活（现代家长）》在2002年第07期第1页，有一篇署名为李双江的作者写的一篇文章，标题为《家教的关键是塑造孩子的性格》。文章中提到“我儿子叫李天一，小家伙圆圆的脑袋，胖乎乎的脸蛋，乌溜溜的黑眼珠，长得虎头虎脑的，很可爱。他聪明伶俐，今年才8岁，正上小学三年级，能背200多首唐诗，唱几十首歌曲，画也画得不错，被大家称为‘小天才’。”
2013年3月，香港《南华早报》再度曝光李冠丰的信息，称根据李冠丰的毕业照和他2名同学的证词，李冠丰的年龄很可能是19岁；这2名同学因为害怕被打击报复没有公布其姓名。3月13日，学校称毕业照上的“李天一”和轮奸案的“李天一”是同名同姓人物，现在就读于中国政法大学，但是记者没有联系上该学生。

## 奖项
- 全国希望杯青少年儿童钢琴比赛二等奖
- 中国作品演奏奖
- 全国少儿钢琴比赛金奖
- 第八届北京钢琴艺术节优秀演奏奖[7]